# 英薩斯突擊步槍
INSAS步槍 （英語：Indian Small Arms System，即印度輕武器系统的縮寫）是印度開發的一系列武器系統，是印度陸軍的現役制式步槍。

## 概述
1980年代，印度軍方開始意識到7.62毫米口徑的L1A1半自動步枪已經過時，印度政府下屬的兵工廠領導小组便開始研製一種全新的步槍。
它是由兵工廠領導小组帶領Tiruchirappalli兵工廠、坎普輕武器工廠和伊沙波步槍工廠合作開發。其成果是為英薩斯步槍（INSAS）。
英薩斯步槍在1997年，連同其輕機槍衍生型，開始投產，並首次於1999年的卡吉爾戰爭中投入使用。
由於設計上的缺陷，INSAS步槍時常出現卡彈故障和彈匣破裂等問題，遭到用戶詬病，取而代之的是塔沃爾和AKM等進口武器。

### 換裝
印度軍方宣佈，他們將會以AK-203突擊步槍和SIG SG 716戰鬥步槍，取代INSAS步槍；INSAS輕機槍衍生型，則以尼格夫輕機槍取替。
然而，INSAS步槍將以警用步槍的角色，取代Ishapore步槍工廠授權生產的李-恩菲爾德步槍，為印度警方效力。

## 設計
該武器以蘇聯的AKM和以色列加利爾步槍為基礎，並作出了一些改良，如使用透明彈匣，可附上刺刀、槍榴彈或者ARDE 40公釐附加型榴彈發射器。
値得一提的是，INSAS沒有全自動模式，只能使用半自動或三發點放射擊，這點跟美國的M16A2、A4較為類似。

### 彈藥
由於印度軍隊在該槍第一次配發的時候，並未建立5.56 毫米口徑子彈的生產線，故此當時他們配用的彈藥是從以色列進口的。
附帶一提的是，波蘭的Wz. 1996“鈹”步槍曾經也是配用以色列的子彈，以解燃眉之急。

## 衍生型
INSAS系統包括了突擊步槍、輕機槍和卡賓槍三種不同的武器。

#### 突擊步槍
- INSAS 1A
- INSAS 1A1
- INSAS 1B
- INSAS 1B1[14]

#### 輕機槍
INSAS輕機槍的有效射程為700米，可以使用20或者30彈夾，只有半自動或全自動射擊模式。

#### 卡賓槍
- Excalibur 卡賓槍（英语：Excalibur rifle）
- Amogh 卡賓槍（英语：Amogh carbine）
- Kalantak卡賓槍

## 使用國

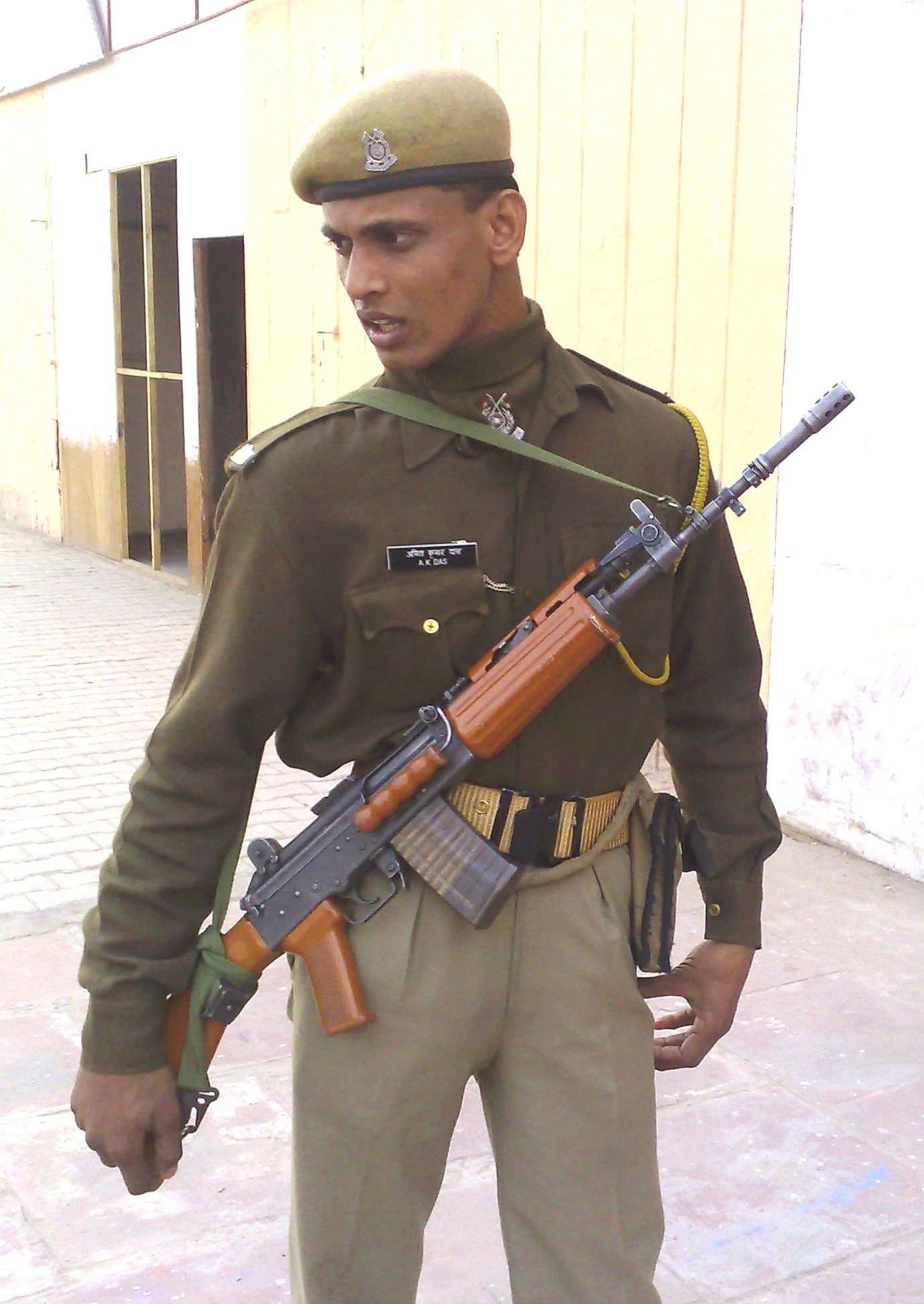
印度軍士兵的INSAS

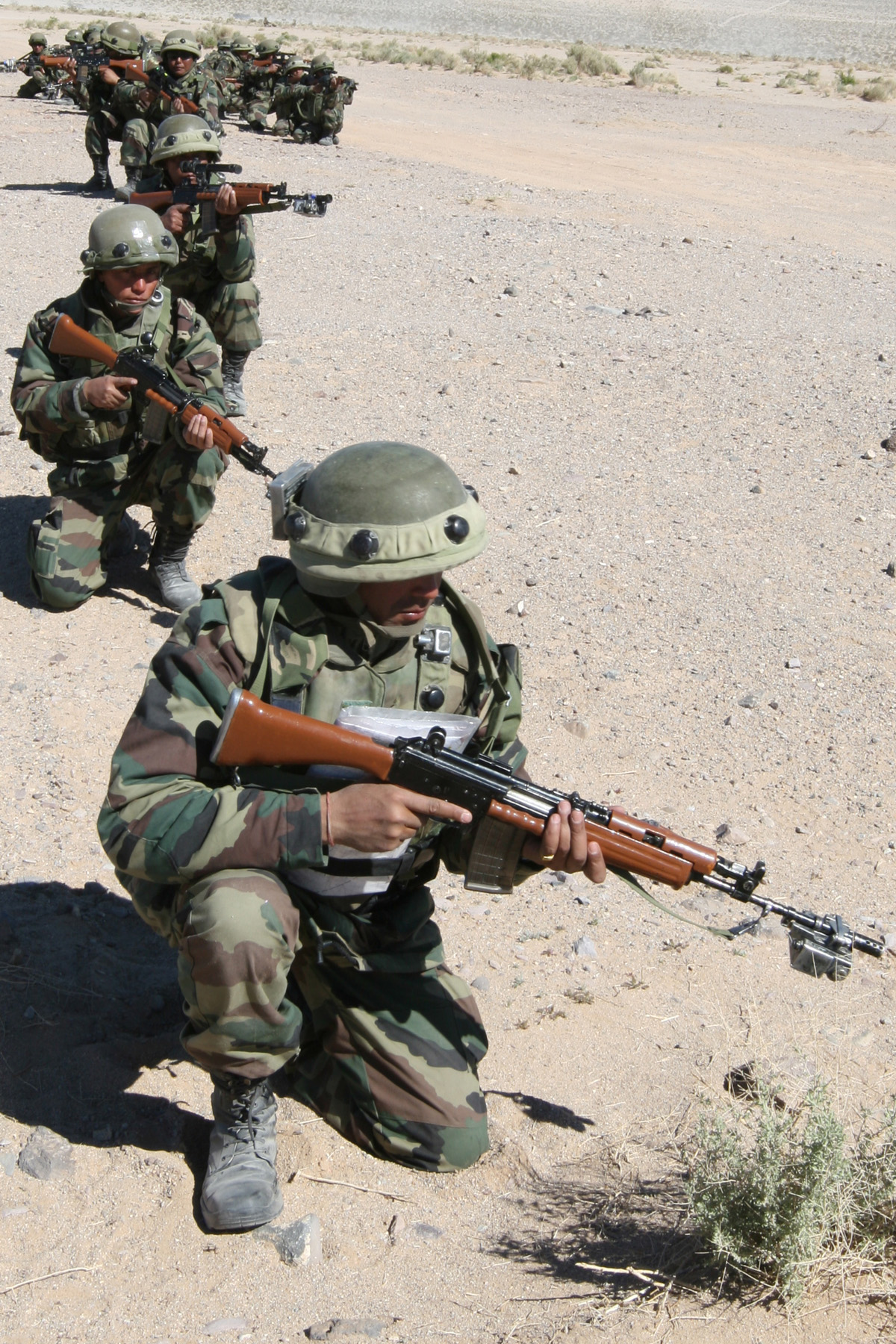
印度軍隊的廓爾喀士兵

- 不丹
  - 不丹武裝部隊（英语：Military of Bhutan）
- 印度
  - 印度武裝部隊
  - 警察單位
- 阿曼
  - 阿曼蘇丹武裝部隊
- 黎巴嫩
  - 黎巴嫩武裝部隊
- 尼泊尔
  - 尼泊爾武裝部隊（英语：Military of Nepal）
- 斯里蘭卡
  - 斯里蘭卡武裝部隊（英语：Military of Sri Lanka）
- - 史瓦帝尼國防軍

## 另見
- MSMC衝鋒槍
- IMI Galil突擊步槍
- AKM突擊步槍
- Rk 62突擊步槍

## 外部連結
- INSAS: INdian Small Arms System
- Ordnance Factory Board homepage （页面存档备份，存于）
- Ordnance Factory Board page on INSAS （页面存档备份，存于）
- Ordnance Factory Board page on Excalibur （页面存档备份，存于）
- Ordnance Factory Board page on MINSAS （页面存档备份，存于）
- Ordnance Factory Board page on Kalantak （页面存档备份，存于）
- Ordnance Factory Board page on AMOGH （页面存档备份，存于）
- Modern Firearms （页面存档备份，存于）